# Айтрах
Айтрах (на немски: Aitrach) е община (Gemeinde) в окръг Равенсбург в Баден-Вюртемберг в Германия с 2663 жители (към 31 декември 2017).
Намира се на изток от град Меминген. Айтрах е споменат за пръв път в документ от 838 година.